# Бычков, Фёдор Афанасьевич
Фёдор Афанасьевич Бычков-Ростовский (1861—1909) — русский историк-краевед, генеалог, археограф, коллекционер.

## Биография
Родился 23 июня (5 июля) 1861 года в Санкт-Петербурге. Был третьим ребёнком в семье Афанасия Фёдоровича Бычкова и его жены Анны Николаевны, урождённой Обручевой.
После окончания 6-й Санкт-Петербургской гимназии (1880) поступил на юридический факультет Императорского Санкт-Петербургского университета. Не окончив полный университетский курс, поступил на службу помощником делопроизводителя в департамент министерстве народного просвещения. В декабре 1885 года был назначен чиновником для особых поручений при Ярославском губернаторе; в его обязанности, в частности, входило наблюдение за книжной торговлей в Ярославле; в 1887—1890 годах был редактором неофициальной части Ярославских губернских ведомостей. 
С 1885 года был членом-сотрудником Ростовского музея церковных древностей, с 1887 года — членом комитета этого музея; передал музею часть рукописей, книг, монет из своих коллекций. В августе 1887 года участвовал в VII археологическом съезде, проходившем в Ярославле. Стал членом—учредителем Ярославской губернской архивной комиссии; со дня её основания и до 3 мая 1890 года выполнял обязанности правителя дел (секретаря).
С 1890 года жил в усадьбе Пантелеево Рыбинского уезда и в 1891—1894 годах служил земским начальником 3-го участка этого уезда.
В газете «Ярославские губернские ведомости» стал печатать свои статьи по истории Ярославского края, также печатался в журналах: Исторический вестник, Русский паломник, Сельский вестник.
Последние годы жизни служил в департаменте земледелия.
Был награждён орденами Св. Анны 3-й степени и Св. Станислава 3-й степени.
Скончался в Санкт-Петербурге 7 (20) июня 1909 года, похоронен на Никольском кладбище Александро-Невской лавры.
В числе его сочинений:
- Родословная рода князей и дворян Бычковых-Ростовских (СПб.: Тип. 2-го Отд-ния Собств. Е.И.В. Канцелярии, 1880. — [4], VI, 71 с.);
- «Разрядные записки о венчании на царство царя Феодора Алексеевича» (М.: О-во истории и древностей рос. при Моск. ун-те, 1883. — II, 12 с.);
- «О царском венчании и миропомазании» ([Санкт-Петербург]: тип. М-ва вн. дел, [1883]. — 29 с.);
- «Опыт библиографического указателя печат. материалам для генеалогии русского дворянства» (СПб.: тип. А. С. Суворина, 1885. — 31 с.);
- «Путеводитель по ростовскому музею церковных древностей» (Ярославль, 1886);
- Виктор Григорьевич Тепляков (1804—1842 г.): Биографический очерк // Исторический вестник. — 1887. — Т. XXIX, № 7. — С. 5—23.;
- «Акты, относящиеся к истории Ярославской губернии» (вып. I. — Ярославль, 1889);
- «Заметка о хронографе ярославского священника Федора Петрова» (М.: тип. Л. и А. Снегиревых, 1890. — 15 с.);
- «В память 300-летия со дня мученической кончины св. царевича Димитрия Угличского» (Ярославль, 1891).

Был женат Ольге Владимировне, урождённой Левшиной